# Etgar Keret
Etgar Keret (hebrejsky אתגר קרת‎, * 20. srpna 1967, Ramat Gan) je izraelský spisovatel. Stěžejní část jeho díla tvoří povídky, věnuje se však také psaní scénářů, poezie, divadelních her a komiksů.

## Život a činnost
Keret se narodil Efrajimu a Orně Keretovým, kteří přežili šo'a. Spolu se svou manželkou, herečkou Širou Gefenovou, bydlí v Tel Avivu.
Keretovy knihy dosáhly velkého úspěchu a mnohé z nich se staly bestsellery v Izraeli i zahraničí. Svým dílem se Keret řadí mezi generaci mladých izraelských spisovatelů , kteří začali působit v polovině 90. let 20. století. Roku 1992 vydal svou první knihu Potrubí (hebrejsky צנורות‎, Cinorot), jíž se však v době vydání téměř nedostalo pozornosti. Až po úspěchu povídky Stesky po Kissingerovi se začalo prodávat také Potrubí, jež vyšlo znovu v aktualizovaném vydání. Inspirováni tímto úspěchem vydali mnozí mladí autoři (např. Adam Ma'oz) své sbírky povídek, v nichž je zřetelný Keretův vliv, ovšem jen málokteří z nich dosáhli takového úspěchu jako on. Keret sám vydal svá další díla, mj. komiks ve spolupráci s ilustrátory Rutu Modanovou a Asafem Chanukou.
Keret patří mezi nejpřekládanější autory píšící hebrejsky. Jeho povídky i knihy se dočkaly překladu do angličtiny, španělštiny, francouzštiny, němčiny, ruštiny i češtiny. O jeho významu svědčí také to, že roku 2010 obdržel francouzský Řád umění a literatury
Keret je také autorem několika filmových scénářů (mj. ha-Chamišija ha-kamerit, hebrejsky החמישיה הקאמרית‎), za něž byl několikrát oceněn. Od roku 1995 přednáší na katedře filmu na Telavivské univerzitě a dnes přednáší také na Ben Gurionově univerzitě v Negevu.
Některé Keretovy básně zhudebnili hudebníci jako Evjatar Banaj nebo Eran Cur.

## Styl psaní
Styl Etgara Kereta je často charakterizován jako postmoderní, absurdní a humoristické. Je plná květnatých frází, klišé, známých symbolů a imitace popkultury, kterou ironizuje, a to vše se většinou pojí se slangem a hovorovým jazykem. Postmoderní charakter se projevuje také zpochybňováním hranice mezi vysokou a nízkou kulturou. Průběh událostí je často líčen z pohledu dítěte nebo lidí, kteří se dostali na okraj společnosti. V povídkám se také často objevuje téma vraždy či sebevraždy, snové a fantaskní představy.

## Dílo

### Hebrejsky
- Potrubí (צנורות‎, Cinorot), 1992, krátké povídky
- Stesky po Kissingerovi (געגועי לקיסינג׳ר‎, Ga'agu'ej le-Kissinger), 1994, krátké povídky
- Nepřišli jsme si užívat (לא באנו ליהנות‎, Lo banu lehanot), 1996, komiksové příběhy ve spolupráci s Rutu Modanovou
- Uličky hněvu (סמטאות הזעם‎, Simta'ot ha-za'am), 1997, komiksové příběhy ve spolupráci s Asafem Chanukou
- Knellerův letní tábor (הקייטנה של קנלר‎, ha-Kejtana šel Kneller), 1998, novela a čtyři krátké povídky
- Otec utíká s cirkusem (אבא בורח עם הקרקס‎, Aba boreach im ha-kirkas), 2000, kniha pro děti ve spolupráci s Rutu Modanovou
- Onihu (אניהו‎), 2002, krátké povídky
- Pizzerie Kamikaze (פיצריה קמיקזה‎, Picerija Kamikaze), 2004, kniha komiksů založených na jedné z povídek Knellerův letní tábor, ilustrace Asaf Chanuka
- Noc bez měsíce (לילה בלי ירח‎, Lajla bli jareach), 2006, kniha pro děti sepsaná společně s Širou Gefen, ilustrace David Polonski
- Najednou klepání na dveře (פתאום דפיקה בדלת‎, Pit'om defika ba-delet), 2010, krátké povídky

### Překlady do češtiny
- Létající Santini. Překlad Tereza Černá a Magdalena Křížová. Praha: G plus G, 2005. ISBN 80-86103-84-6.
- Najednou někdo klepe na dveře. Překlad Tereza Černá a Magdalena Křížová. Praha: G plus G, 2014. ISBN 978-80-87060-96-4.
- Sedm dobrých let. Překlad Tereza Černá a Magdalena Křížová. Praha : G plus G, 2015. ISBN 978-80-7515-018-9.